# Bluthochzeit
Bluthochzeit (Blodsbröllop) är en tysk opera (lyrisk tragedi) i två akter med musik av Wolfgang Fortner. Librettot skrevs av Fortner efter pjäsen Blodsbröllop (spanska: Bodas de Sangre) av Federico Garcia Lorca (1933) i tysk översättning av Enrique Beck. Operan hade premiär 8 juni 1957 på operahuset i Köln.

## Historia
Fortner ombads av teaterdirektören Karl-Heinz Stroux att komponera teatermusik till en uppsättning av Lorcas pjäs i Hamburg i början av 1950-talet. Tonsättaren blev imponerad av dramat och kände att skådespeleriet inte var tillräckligt för att "sjunga tragedin till ett slut" ("die Tragödie zu Ende zu singen"), och bestämde sig för att tonsätta fler delar, vilket han gjorde 1953 i Der Wald.
Fortner skrev operans libretto själv efter Enrique Becks tyska översättning av pjäsen. Musiken är komponerad efter tolvtonsteknikens grunder där en tolvtonsserie varieras medan oktaverna är mer fria vilket skapar en känsla av tonalitet. Inslag av spansk folkmusik (mandolin, kastanjetter och tamburin) är integrerad i strukturen och en dramatisk kontrast uppnås genom växelspelet mellan sjungna och talade passager. Orkestern är sparsamt utnyttjad och i finalens skogsscen endast spelad av slagverk och två violiner.
Bluthochzeit, en "litterär opera" liksom Alban Bergs Wozzeck och Lulu, drivs av dramatiken, som kompositören kommenterade: "Tvånget i orden driver fram musiken". Han tonsatte verket för både tal- och sångroller. Texten är delvis skriven på prosa och delvis på vers. 
1962 reviderade Fortner både partituret till Bluthochzeit och till sin dramatiska scen Der Wald och använde båda i musiken till sin nya opera In seinem Garten liebt Don Perlimplin Belisa med ett libretto baserat på en annan av Lorcas pjäser, (Amor de Don Perlimplín con Belisa en su jardín). Denna opera hade premiär 10 maj 1962 på Kölns operahus.

## Uppförandehistorik
Bluthochzeit hade premiär 8 juni 1957 i en uppsättning regisserad av Eric Bormann och dirigerad av Günter Wand. Det var den första urpremiären som iscensattes på det nyöppnade operahuset.
Uppsättningen på Staatsoper Stuttgart 1964 filamdes live och släpptes på DVD 2005. Operan valdes att inviga Opernhaus Düsseldorf med en uppsättning 12 oktober 1986 av Deutsche Oper am Rhein, dirigerad av Hans Wallat och iscensatt av Kurt Horres. Bluthochzeit fick nypremiär i januari 2013 med en ny uppsättning av Wuppertal Opera, regisserad av Christian von Götz och dirigerad av Hilary Griffiths. En föreställning av denna uppsättning filmades och släppte på DVD 2014.

## Personer
| Roller                                 | Röstläge         | Premiärbesättning Dirigent: Günter Wand |
| -------------------------------------- | ---------------- | --------------------------------------- |
| Modern                                 | dramatisk sopran | Nathalie Hinsch-Gröndahl                |
| Brudgummen                             | talroll          | Wilhelm Otto                            |
| Bruden                                 | sopran           | Anny Schlemm                            |
| Hennes far                             | talroll          | Alexander Schoedler                     |
| Leonardo                               | baryton          | Ernst Grathwol                          |
| Hans hustru                            | kontraalt        | Emmy Lisken                             |
| Hennes mor                             | kontraalt        | Irmgard Gerz                            |
| Tjänsteflickan                         | mezzosopran      | Hildegunt Walther                       |
| Barnet                                 | sopran           | Anita Westhoff                          |
| Döden (en gammal tiggerska)            | chanteuse        | Helga Jenkel                            |
| Månen                                  | tenor            | Gerhard Nathge                          |
| Tre skogshuggare                       | talroller        |                                         |
| Flickor, unga män, gäster, granntanter | kör              |                                         |

## Handling
En ung pojke önskar gifta sig med en flicka. Men då det visar sig att hon tidigare varit förlovad med Leonardo, en släkting till den man som dödade pojkens far och bror ställer det till problem. Pojkens mor bestämmer sig i alla fall för att ge bröllopet sin välsignelse. När Leonardo får veta att hans tidigare fästmö ska gifta sig med pojken bestämmer han sig för att röva bort bruden. I den mörka skogen dödar Leonardo och brudgummen varandra. Bruden och modern begråter sina förluster.